# 恩崇
恩崇，初名恩醇。那木都鲁氏，滿洲鑲紅旗人。清朝额驸。

## 生平
道光二十二年尚道光帝第五女寿臧和硕公主。咸丰七年正月荐授满洲副都统，寻兼内务府总管。咸丰十一年避穆宗讳改为恩崇。
同治元年四月免去總管內務府大臣一职。同治二年五月署鑲紅旗漢軍副都統。同治三年兼署鑲白旗滿洲副都統，六月前後卒，无嗣，以从子为嗣。